# Fjellet Parkeringshus
Das Fjellet Parkeringshus (deutsch Felsparkhaus), Fjellet p-hus oder Parkeringstunnelen, ist ein Parkhaus, das unter dem Zentrum von Tromsø in den Fels gesprengt worden ist. In einem verzweigten System von Tunneln und Hallen bietet es Platz für 900 Autos. Die Tunnelanlage verfügt über vier Ein- und Ausfahrten. Zwei davon (Nord und Süd) sind direkte Übergänge zum Straßentunnelnetz Sentrumstangenten und daher nur für Kraftfahrzeuge geeignet. Die anderen beiden (Zentrum Nord und Zentrum Süd) sind an innerstädtische Straßen angeschlossen und ermöglichen auch den Zugang für Fußgänger. Zusätzlich gibt es einen Ein-/Ausgang nur für Fußgänger (Zentrum). Im Parkhaus sind ausschließlich PKW bis 2,20 m Höhe zugelassen.

## Struktur
Die Anlage besteht aus 12 parallel in Ost-West-Richtung verlaufenden Tunnelhallen, in denen beidseitig Fahrzeuge nebeneinander geparkt werden können, sowie zwei Verbindungstunneln in Nord-Süd-Richtung, in denen längs der Fahrbahn geparkt werden kann.
Die Hallen verfügen je über zwei oder drei Löscheinrichtungen sowie Brandschutzräume oder -nischen. Zusätzlich können die Hallen einzeln durch schwere Brandschutztore verschlossen werden, praktisch ist dies jedoch nicht überall möglich, da zumindest teilweise Parkplätze in den Schwenkbereichen der Tore markiert sind.
In den Verbindungstunneln gilt Einbahnstraßenregelung, außerdem gibt es dort und an den Übergängen zum städtischen Straßennetz durch Bordsteine zur Fahrbahn abgegrenzte Fußwege.

## Besonderheit
Dadurch, dass das Parkhaus zwei direkte Verbindungen zum Sentrumstangenten hat, ist es auf direktem Weg vom Fernstraßennetz erreichbar. Die Mehrheit der Besucher parkt somit direkt im Zentrum von Tromsø, ohne die Straßen der Innenstadt für die An- und Abfahrt zu belasten.

## Erweiterung
Bereits jetzt ist die Anlage zu klein. Daher sind Erweiterungen geplant, die einen Großteil der bisherigen oberirdischen Parkplätze ersetzen könnten, u. a. weitere Hallen und zusätzliche unterirdische Stockwerke. Eine wichtige geplante Neuerung soll ein Zugang für Löschfahrzeuge der Feuerwehr sein. Gleichzeitig könnte es einen Personenaufzug in den oberen Teil des Stadtzentrums geben, beispielsweise bei Gyllenborg.

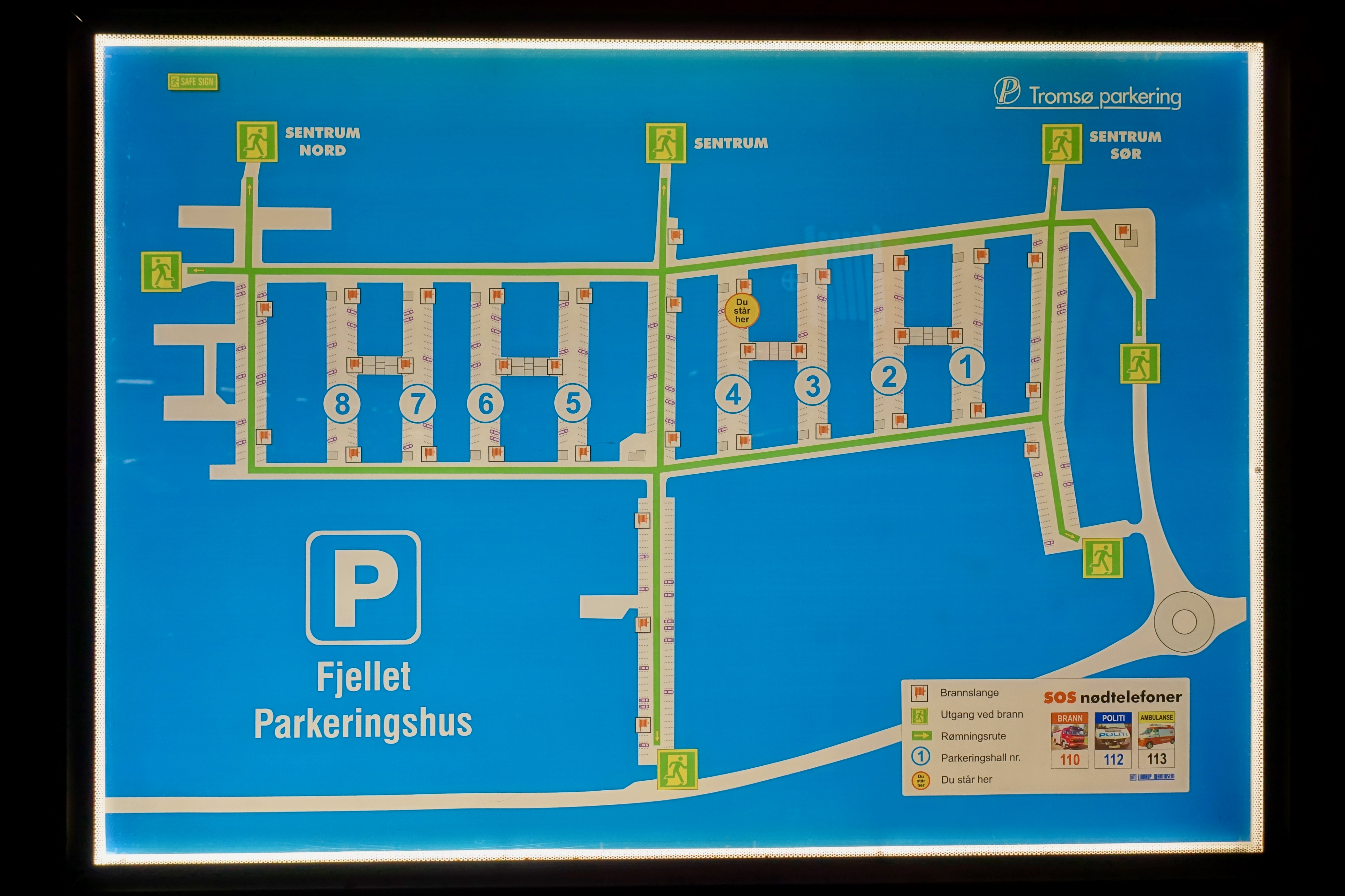
Grundriss: Fjellet Parkeringshus
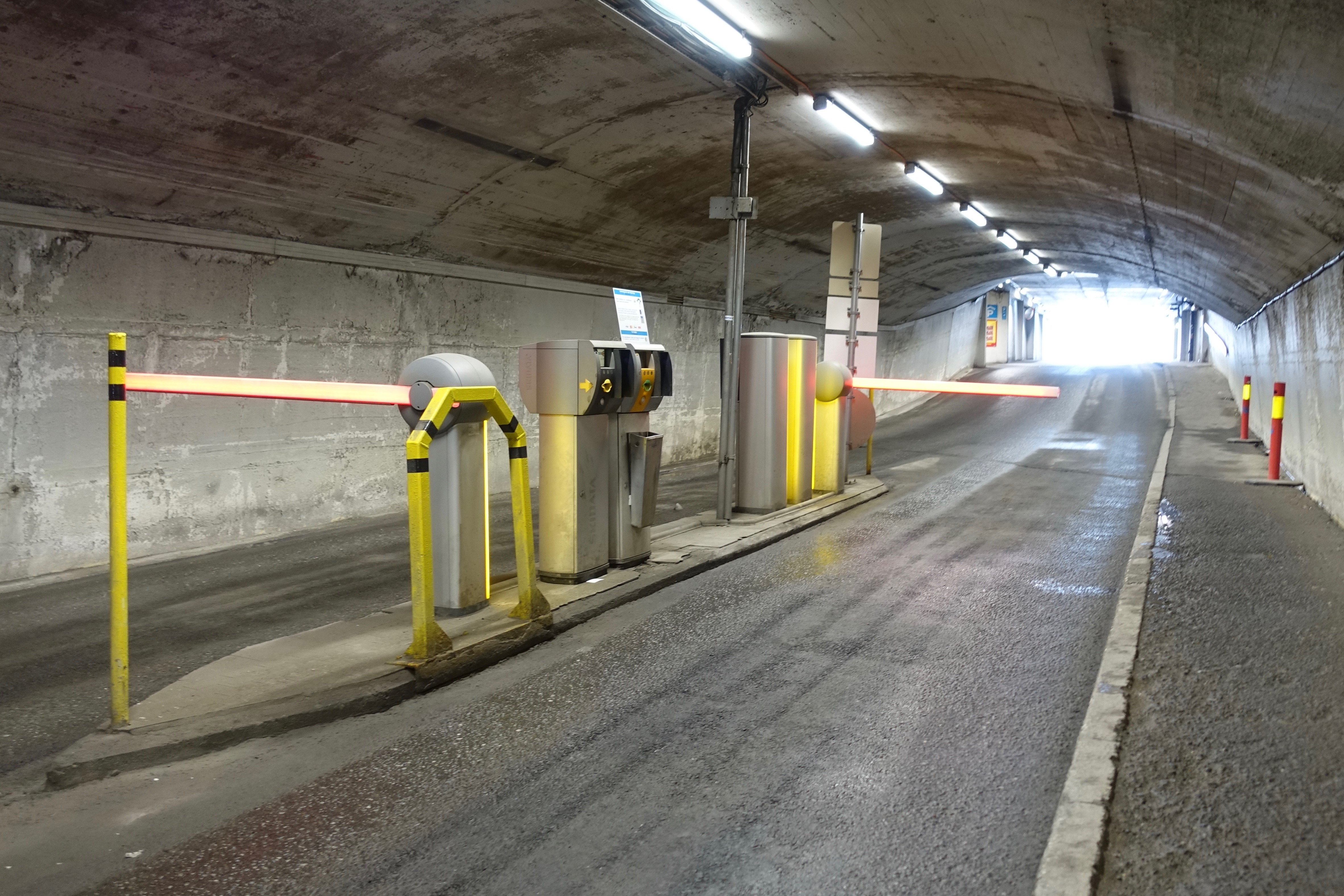
Ein-/Ausfahrt „Zentrum Süd“
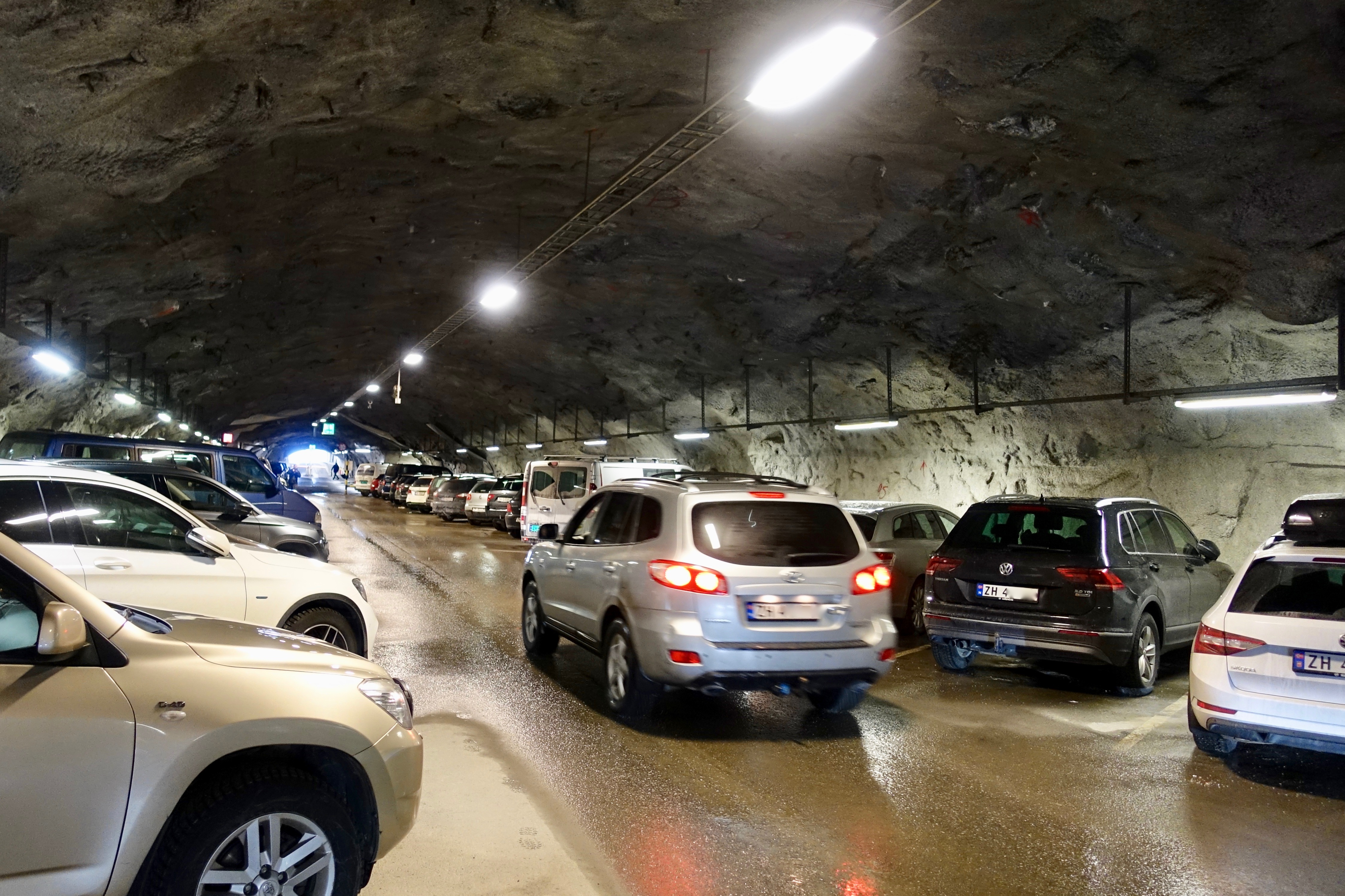
Im Innern einer Park-Halle
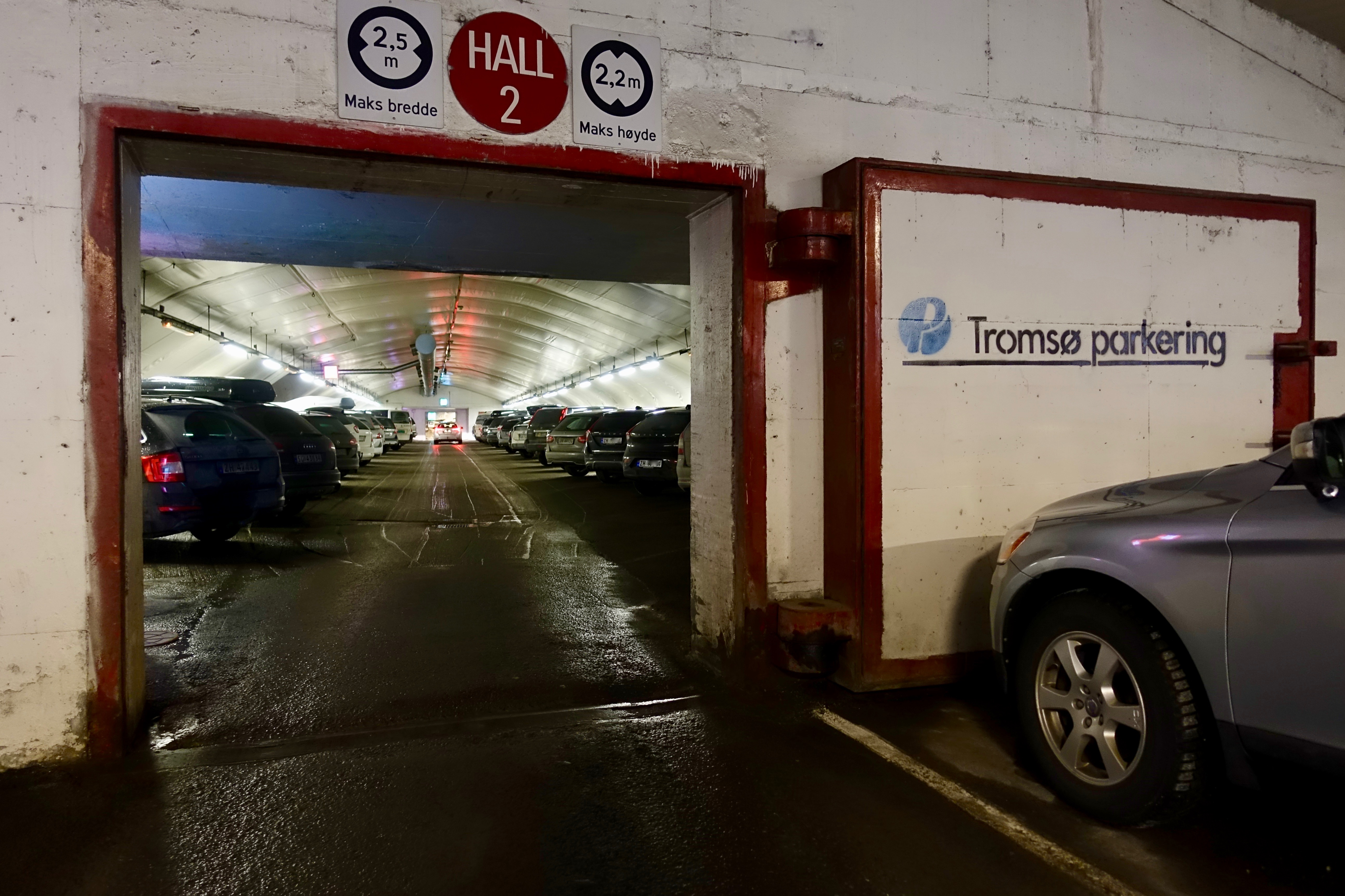
Brandschutztor zu Halle 2